# Precesión de Larmor

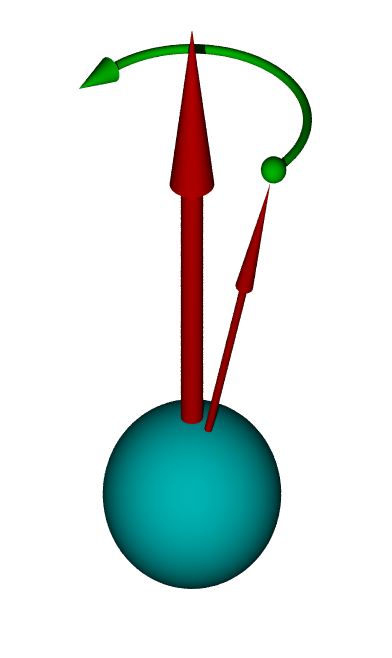
Visualización clásica del fenómeno de la precesión de Larmor. La flecha central indica la dirección del campo magnético externo, en torno al cual gira el momento magnético.

La precesión de Larmor es la precesión de los momentos magnéticos de los electrones, núcleos atómicos y átomos bajo la acción de un campo magnético externo. Este campo magnético ejerce un momento de fuerza sobre el momento magnético igual a

{\displaystyle {\vec {M}}={\vec {\mu }}\times {\vec {B}}},

donde {\displaystyle {\vec {M}}} es el momento de fuerza, {\displaystyle {\vec {\mu }}} es el momento dipolar magnético y  {\displaystyle {\vec {B}}} es el campo magnético externo. El símbolo {\textstyle \times } representa el producto vectorial. Este momento de fuerza genera que {\displaystyle {\vec {\mu }}} gire en torno a {\displaystyle {\vec {B}}}. El fenómeno recibe su nombre en honor a Joseph Larmor.

## Frecuencia de Larmor
El momento magnético de una partícula cargada es proporcional al momento angular de esta, es decir

{\displaystyle {\vec {\mu }}=\gamma {\vec {J}}},

donde {\displaystyle {\vec {J}}} es el vector momento angular, y {\displaystyle \gamma } es la relación giromagnética. Esto también es válido para partículas sin carga pero con un momento magnético dado por el espín. Entonces, análogamente a la precesión del trompo, la ecuación de movimiento puede escribirse como

{\displaystyle {\frac {d{\vec {J}}}{dt}}=\gamma {\vec {J}}\times {\vec {B}}}.

Esto significa que la variación del momento angular {\displaystyle d{\vec {J}}} es perpendicular a {\displaystyle {\vec {B}}} y  {\displaystyle {\vec {J}}}, y por lo tanto no modifica la magnitud de este último sino que provoca su rotación en torno al eje definido por el campo magnético {\displaystyle {\vec {B}}}. El tiempo requerido para que el momento angular complete una vuelta entera será   {\displaystyle T={\frac {2\pi J_{\perp }}{v}}}, donde  {\displaystyle J_{\perp }} es el diámetro de la trayectoria circular que describe el momento angular y corresponde a la componente perpendicular de  {\displaystyle {\vec {J}}}. Tomando que la velocidad a la que se mueve  {\displaystyle {\vec {J}}} es {\displaystyle v={\frac {d{\vec {J}}}{dt}}=\gamma J_{\perp }B}, resulta

{\displaystyle T={\frac {2\pi }{\gamma B}}},

lo que resulta en una frecuencia de precesión igual a 

{\displaystyle f={\frac {\gamma B}{2\pi }}}.

Esta frecuencia se conoce como frecuencia de Larmor. Curiosamente, esta frecuencia es independiente del ángulo entre  {\displaystyle {\vec {\mu }}} y  {\displaystyle {\vec {B}}}. Esta es una diferencia fundamental con la precesión del trompo.